# TWILIGHT PAVEMENT
『TWILIGHT PAVEMENT』（トワイライト・ペイヴメント）は、FM岡山で1999年4月1日から2024年6月27日に放送されていたラジオ番組である。

## 概要
- 「Fresh Morning OKAYAMA」とともにFM岡山が開局した1999年4月1日から放送されていた長寿番組。 略称は「TP」[1]、「トワぺブ」[2]。
- 番組開始当初のタイトルは「TWILIGHT PAVEMENT 愛と微笑みのミュージック」（トワイライト・ペイヴメント あいとほほえみのミュージック）であった。
- 2004年3月までは金曜日にも放送された。2005年まで放送された「OKAYAMA HITS 30」を内包して放送された時期もあった。
- 年末年始は番組を休止する。
- 2024年6月27日に最終回を迎え、25年3カ月の歴史に幕を下ろした。後番組は『#tap』。

## リクエスト
本番組へのリクエストは、公式サイト内の『リクエスト＆メッセージ』にて行うことができるほか、2020年4月からはツイッターでも番組指定のハッシュタグをつけて行うことができるようになった。
18時台最初のコーナー『リクルーレット』（2020年4月スタート）は、岡山県内8地域（岡山・倉敷・津山・東備・井笠・高梁及び新見・真庭・勝英）の中から手作りルーレットで選んだ1地域に住んでいるリスナー限定のリクエストコーナーである。

## 放送時間
- 番組開始 - 2004年3月：月 - 金曜日16:00 - 18:55
- 2004年4月 - 2009年3月31日：月 - 木曜日16:00 - 18:55
- 2009年4月1日 - 2016年9月29日：月 - 木曜日17:00 - 18:55
- 2016年10月3日 - 2020年7月2日：月 - 木曜日17:00 - 20:00
- 2020年7月6日 - 2024年6月27日：月 - 木曜日17:00 - 18:55

## タイムテーブル
2020年10月現在
- 17:00 - オープニング
- 17:15 - Traffic Report
- 17:20 - こられぇ備中（第2・第4木曜）
- 17:32 - SUZUKI No.1 Factory[3]（TOKYO FM制作）
- 17:42 - 放課後PAVEMENT（月曜）、クレドスマイルタイム（火曜）[4]
- 17:50 - Traffic Report
- 18:00 - News Time
- 18:03 - リクルーレット
- 18:09 - TWILIGHT FEATURE DISC・TWILIGHT SELECTION・ゲストコーナー（不定期）
- 18:38 - OKAYAMA晴れの国ポケット
- 18:40 - 今日もお疲れリクエストフラッシュ
- 18:50 - エンディング

## 過去のコーナー
- あなたのまちのサポーター おかやまの消防団ラジオリレー
- GEORGIA Dream Catcher（2004年10月 - 2017年3月30日、中国地方JFN4局企画ネット番組）
- 今夜も乾杯!（火）
- 快適生活ラジオショッピング（2016年10月3日 - 2020年7月2日）
- OIC Dream Campus→OIC GROWING UP RADIO→OIC Magical Moment（火、2008年 - 2020年6月30日、岡山情報ビジネス学院一社提供）
  - パーソナリティ:Missing Link→浜本愛里→蟻正瑠美→藤岡明美→千里-chisato-
- ライブシェア（月）
- Keep It Up（火）
- twilight discovery（水・木→水）
- OKAYAMA GO AROUND（木）
- TWILIGHT CRUISING

## パーソナリティ
- 藤岡明美（木→月・火、2000年4月 - 2002年10月、2006年4月 - ）
- 池上優人（CRAZY VODKA TONIC）（水・木、2020年10月7日 - ）

## 過去のDJ
- 中満留美子
- 平井よお子（月・火→月→月・火、1999年4月 - 2006年3月）
- 山口弘恵（火、2000年4月 - 2001年9月）
- 梶原良太（水→火・木、2000年4月 - 2003年9月）
- 野村富美江（水・木、1999年4月 - 2000年3月）
- 江坂英香（金、1999年4月 - 2003年9月）
- みかわかよ（火→水、2001年4月 - 2003年9月）
- 植松恭子（水・木→木、2003年10月 - 2006年9月）
- 片山美紀（金、2003年10月 - 2004年3月） - 『TWILIGHT PAVEMENT Friday Edition ～OKAYAMA HITS 30～』として放送
- 牛嶋俊明（水、2006年4月 - 2008年3月）
- 藤井良一（木、2006年10月 - 2007年3月）
- 藤沢俊一郎（木→水・木、2007年4月 - 2015年3月26日）
- 平野聡（水・木、2015年4月1日 - 2017年3月30日）
- 山下ユウジ（木、2017年4月6日 - 2018年3月29日）
- 久世サトシ（水→水・木、2017年4月5日‐2020年10月1日）

## その他
- 過去のDJの中満留美子と植松恭子はエフエム香川の「JOY-U・CLUB」のDJを担当していた。
- 2020年10月より水曜・木曜のDJを担当している池上優人は、初登場した10月7日と8日は『新DJ』（radikoでの出演者欄には『シークレット』扱い）として正体を伏せて出演していた（10月8日の放送の最後で、池上自身が新DJであることを正式に発表した）。